# Honiatycze (województwo lubelskie)
Honiatycze – wieś w Polsce położona w województwie lubelskim, w powiecie hrubieszowskim, w gminie Werbkowice.
W latach 1975–1998 miejscowość administracyjnie należała do województwa zamojskiego. 
Wieś stanowi sołectwo gminy Werbkowice. Według Narodowego Spisu Powszechnego (III 2011 r.) liczyła 193 mieszkańców i była dziewiętnastą co do wielkości miejscowością gminy.
Wieś jest siedzibą rzymskokatolickiej parafii Wniebowzięcia Najświętszej Maryi Panny.

## Części wsi
| SIMC    | Nazwa      | Rodzaj    |
| ------- | ---------- | --------- |
| 0904865 | Darmocha   | część wsi |
| 0904871 | Karczunek  | część wsi |
| 1026651 | Niemirówka | część wsi |
| 0904888 | Wygon      | część wsi |
| 0904894 | Zagrobla   | część wsi |

## Historia
Wieś wymieniana po raz pierwszy w 1472 r. w staropolskim powiecie grabowieckim. W 1564 należała do dość zamożnego rodu Łaszczów-Nieledewskich. Wedle rejestru z poborowego z 1578 roku było tu 41/2 łana (75, 6 ha) gruntów uprawnych. Od 1749 właścicielami wsi byli Rulikowscy. Do nich należała jeszcze w 1846 roku. Kaplica grobowa Rulikowskich z 1910 roku stoi na cmentarzu w Dubie. Według spisu z 1827 r. liczyła wówczas 31 domów i 241 mieszkańców, natomiast w 1880 r. już 62 domy z 451 mieszkańcami, zaś według spisu z 1921 r. znajdowały się we wsi 92 domy oraz 478 mieszkańców, w tym 3 Żydów i 130 Ukraińców. Drewniana cerkiew prawosławna z przełomu XIX i XX w., na miejscu poprzedniej z XVIII stulecia, uległa spaleniu w roku 1922. Obecny drewniany kościół katolicki wzniesiono dopiero w 1956 roku w miejsce drewnianej kaplicy z 1923, spalonej w 1943 roku. W początkach XX w. istniały tu: dwór z folwarkiem oraz cegielnia.

## Pomniki i mogiły
- Na terenie wsi znajduje się pomnik upamiętniający ofiary i obrońców niepodległości Polski.
- Za wsią w odległości ok. 1 km od kościoła znajduje się cmentarz rzymskokatolicki, dawniej greckokatolicki i prawosławny w Honiatyczach, czynny, założony przed 1875, w kształcie czworoboku o pow. 0,55 ha[11].